# 虚航船団
『虚航船団』（きょこうせんだん）は、筒井康隆の長編小説。1984年に純文学書き下ろし作品として新潮社より刊行された。
2018年に世田谷文学館で行われた筒井康隆展に展示された『虚航船団』の原稿では、「虚」が正字の「虛」になっている。

## 概要
「文房具」「鼬族十種」「神話」の三章からなる書き下ろし。
発表当時、その特異なストーリーと実験的な手法は大きな話題となり、評価は好悪ともに極端に分かれて論争の的になった。渡部直己を筆頭とした悪評や、その他の無理解に対しては著者自ら1984年11月発行の『虚航船団の逆襲』と題したエッセイ集の中で反論を試みている。
純文学への進出以降、本作以外にも『虚人たち』『残像に口紅を』『夢の木坂分岐点』など多種多様な実験小説を発表しているが、この作品は数年にかけて他の執筆依頼を断って専念して執筆された意欲作であり、これまでに習得してきた欧米の文学理論や舞台俳優としての経験から自ら提唱する「感情移入批評」を駆使したその実験性が極限にまで推し進められている。SF的発想力と言語実験を混交させた筒井康隆の旗印とも呼ぶべき作品の一つである。筒井は、本作を書かせる遠因ともなった作品としてベティ・ブープの「ベティの笑へ笑へ（原題：Ha! Ha! Ha!）」（1934）を挙げている。

## ストーリー

### 第一章 文房具
宇宙船団の中には文房具ばかりが乗り組む一隻の文房具船も加わっている。
船員達は、どこまで行くのかもいつ帰れるのかもなぜ航海しているのかも分からない航海のせいで発狂している。それでもなんとか彼らは航海を続けてきた。司令艦から「流刑地の惑星クォールを攻撃し住民を殲滅せよ」との命令が発せられるまでは。

### 第二章 鼬族十種
流刑に処せられた凶悪なイタチ族10種が住む惑星クォールには1,000年の歴史があり、流刑当初は原始的な状態だったものが、わずかな年月で核兵器を開発できるレベルまで文明を発達させていた。彼らの歴史は残忍な刑罰や虐殺、共食いや復讐に満ちた血塗られた歴史である。しかし科学技術の発展は、流刑時に祖先が携えてきた情報の解読によって迅速に行われ、その速度は中世のレベルから人工衛星の開発まで約500年という脅威的な速度であった。
彼らの文明は、地球における宗教改革や世界大戦をなぞるように要領よくこなし、冷戦の時代に突入する。しかしクォールでは冷戦における恐怖の均衡が滑稽なスキャンダルによって破れ、核戦争が起こってしまう。それはちょうど文房具船が住民殲滅に来襲したのと時を同じくしていた。

### 第三章 神話
イタチの惑星クォールに来襲した文房具たちは命令通りに殺戮を繰り広げる。彼らは戦争の中で自らの狂気を発散させ、中には正気に戻る者さえいる。文明らしきものは惑星から壊滅するが、しかしイタチは逃げ隠れの天才であり多産でもありしかも穴を掘る。文房具たちはいつまでたってもイタチを全滅させることはできず、次第にイタチたちの反撃と自らの狂気によって自滅の道を歩んでいく。
イタチの文明は滅び、文房具たちも全て戦死し、あとに残されるのは荒れ果てた世界とわずかに生き残ったイタチたち、そして文房具とイタチの混血児であった。我が子の行く末を気遣い、また苛立つ母親イタチにお前はこれからどうするんだと聞かれた（本来次の世界を築くべき次の世代の代表である）混血児はこう答える。
「僕は何もしないよ、僕はこれから夢を見るんだ」

## 登場人物

### 文房具船
赤鉛筆
文房具船の船長。一度何かを考えるとそれ以外の思考が出来なくなり、船員が自分の命令を無視するという思いに囚われている。
メモ用紙
副船長。狂人だらけの文房具船の中で数少ない健常者だが、実はサディストであり、毛頴を利用して間接的に自分の嗜虐心を慰めている。
下敷き
人事担当。二級操縦士免許を持っている。死と老いを極端に恐れている老人。輪ゴムが発狂してからは文房具船の操縦を任されている。
スクラップ・ブック
総務担当。文房具船の中では最年長。
毛筆の毛頴(もうひつのもうえい)
風紀要員。サディスト。
輪ゴム
文房具船の操縦士。一級操縦士免許を持っている。ゲシュタルト崩壊を起こしやすい。
紙の楮先生(かみのこうぞせんせい)
文房具船の船医。自分は医者なので他の者達のように狂ってはいけない、と強く自分を制している。
伝玄墨汁
浄水処理兼葬祭要員。僧侶でありながら、死体愛好家。
コンパス
観測要員。自分が他人にどう思われているのか気になってしょうがない。
烏口コンパス
観測要員。二級操縦士免許をもっている。
セロテープ
観測要員。ペン皿の部下。
大コンパス
空気変換室要員。金銭出納簿の部下。
ディバイダー
各船整備要員。
大学ノート修理要員。何でも整理しておかないと気が済まない。
ナンバリング
戦闘要員兼船内保安要員。自分の行動をひとつひとつカウントし、そのことしか頭にない。
糊
食糧配給要員。異常性欲で、興奮するといつどこでも自慰をしてしまう。
日付スタンプ
船内連絡係。病気で高熱をだしたことから正確な日にちが分からなくなった。いつもにやついている。
ホチキス
レーダー監視要員。喧嘩好きで、誰かれ構わず喧嘩を売る。
消しゴム
整備要員。同性愛者の上、自分を天皇だと思い込んでいる。
画鋲
整備要員。消しゴムに襲われてしまう。
25種一組の雲形定規
冷艦保全作業員。25人全員が一人の個体だと思い込んでいるので、他の仲間を指す言葉も自分を指す言葉も全て「おれ」。
インク
巡視艇整備員。
分度器
コンピューター技師。自分をロボットだと思い、誰かが行動をプログラミングしていて自分はその通りに動いているだけだと主張する。
三角定規（兄）
元報道要員。双子の兄。文才が認められ、作家になった。弟には強く当たれない。第二章の文章は彼が執筆したもの。
三角定規（弟）
報道要員。双子の弟。作家の兄を妬み、強く憎んでいる。
インク消し
二次繊維要員。金銭出納簿の部下
赤インク
動力室要員。元精神病患者で、自分が精神病院に入院していたことを言いふらして回っている。
虫ピン
任務がないため、気が狂ってしまった。他人の邪魔にならないようにと、いつも目立たない場所にいる。
ダブル・クリップ
冷却機器要員。自殺する。
ペーパーナイフ
核燃料資材要員。血まみれの馬が走る幻影をよく見る。
パンチプログラム要員。昔は殺人狂だったが、現在は道徳論者。
チョーク
清掃要員。一見すると健常者だが、実は自分がスパイではないかという思い込みに囚われている。
肥後守正常(ひごのかみまさつね)
通信要員。声を出すことを極度に恐れていて、失語症状態。彼と接した人間に失語症を「伝染」させてしまう。
鋏(はさみ)
通信要員。ナンバリングの部下。
ノギス
船内通信要員。
ルーペ再生要員。未来を幻視する能力を持っている。
曲線定規
再生要員。肥後守正常と同じように失語症になる。
カッターナイフ
再生要員。
封筒
薬局要員。便箋と二人にしか分からない単語を使って会話する。
便箋
看護要員。封筒と二人にしか分からない単語を使って会話する。
金銭出納簿
倉庫要員。重度のアルコール中毒。
ピンセット備品工作要員。
Gペン
備品工作要員。肥後守正常と同じように失語症になる。
比例コンパス
温室度調整要員。
鉛筆
反射炉要員。
吸取紙
反応炉要員。
筆立
発電要員。
ケント紙
食糧倉庫、修理要員。
カブラペン
レーダー保全要員。
羽箒
微生物管理要員。
文鎮
兵器庫要員。
青鉛筆
キーパンチャー。
ブックエンド
文書要員。
ちり紙
屎尿再生要員。
吸取紙
端末機器要員。
スタンプパッド
気圧調整要員。
ペンタグラフ
冷却循環器。
羽ペン
精密機器要員。
ガラスペン
水晶機器要員。
硯の陶泓(すずりのとうおう)
戦闘要員。戦闘が始まるまではコールドスリープ状態。
ペン皿
戦闘要員。戦闘が始まるまではコールドスリープ状態。

### 鼬族
| グリソン                           |
| ミンク                             |
| テン                               |
| ラテル                             |
| クズリ                             |
| タイラ                             |
| オコジョ                           |
| ゾリラ                             |
| スカンク                           |
| イイヅナ ※作中の表記は「イイズナ」 |